# Gjemselundstadion
Het Gjemselundstadion is een multifunctioneel stadion in Kongsvinger, een stad in Noorwegen. 
In het stadion is plaats voor 5.684 toeschouwers. Het stadion werd geopend op 14 juni 1953. Er ligt een kunstgrasveld in het stadion. In 1986 vond er een renovatie plaats. Bij die renovatie werd er een nieuw atletiekbaan aangelegd. In 2009 kwam er nieuw kunstgras te liggen.
Het stadion wordt vooral gebruikt voor atletiek- en voetbalwedstrijden, de voetbalclub Kongsvinger IL maakt gebruik van dit stadion. In 1968 werden hier de nationale atletiekkampioenschappen gehouden.
Het stadion werd ook gebruikt voor het Europees kampioenschap voetbal mannen onder 19 van 2002. Er werden twee groepswedstrijden gespeeld.